# Elphas Ginindza
Elphas Sabelo Ginindza (ur. 23 sierpnia 1967) – suazyjski lekkoatleta, maratończyk.
Reprezentował Suazi na Letnich Igrzyskach Olimpijskich 1992, które odbyły się w Barcelonie, maraton skończył na 42. pozycji.